# Quả Tâm cư sĩ
Quả Tâm cư sĩ (果心居士- Kashin koji) là một yêu thuật sư xuất hiện vào cuối thời Muromachi, Nhật Bản. Không rõ năm sinh, năm mất của nhân vật này. Ông còn được gọi với cái tên khác là "Thất bảo hành giả" (Shippō gyōja). Tuy có nhiều ghi chép rằng cư sĩ Kashin đã thi triển yêu thuật cho các danh tướng bấy giờ là Oda Nobunaga, Toyotomi Hideyoshi, Akechi Mitsuhide, Matsunaga Hisahide thấy nhưng cũng có nhiều nghi ngờ rằng đây không phải là nhân vật tồn tại trong thực sử. Tuy vậy, yêu thuật và các huyền thoại liên quan đến cư sĩ Kashin vẫn có một chỗ đứng trong tâm thức dân gian của người dân Nhật Bản.

## Khái yếu
Theo cuốn "Gizan kōkaku" (nghĩa tàn hậu giác), một tập tạp thoại cuối thời Azuchi Mômoyama thì cư sĩ Kashin sinh ra ở xứ Chikuzen, xuất thân từ tăng lữ ở Kōfuku-ji (Hưng Phúc tự) xứ Yamato nhưng lại tinh thông yêu thuật của ngoại đạo nên bị xét là phá môn. Sau đó Kashin tỏ ý muốn làm gia thần của Oda Nobunaga, thi triển yêu thuật trước mặt Oda và được khen ngợi nhưng không được Oda chấp thuận con đường sĩ quan.
Lại theo tập tùy bút "Korō chawa" (cổ lão trà thoại) của Kashiwazaki Eii thì tháng 7 năm Keichō thứ 17 (Tây lịch 1612) có người xưng là cư sĩ Kashin đến Sumpu gặp Tokugawa Ieyasu. Ieyasu là người quen, hỏi bấy giờ ông đã bao nhiêu tuổi thì đáp rằng đã 88 tuổi. 
Trong "Nihon zakki" (Nhật Bản tạp ký) của Koizumi Yakumo có truyện về cư sĩ Kashin gọi chiếc thuyền từ trong tranh ra rồi cưỡi thuyền biến mất vào trong tranh. Cũng có thuyết cho rằng Toyotomi Hideyoshi bị cư sĩ Kashin sát hại vào tháng 6 năm Tenshō thứ 12 (Tây lịch 1584).

## Yêu thuật

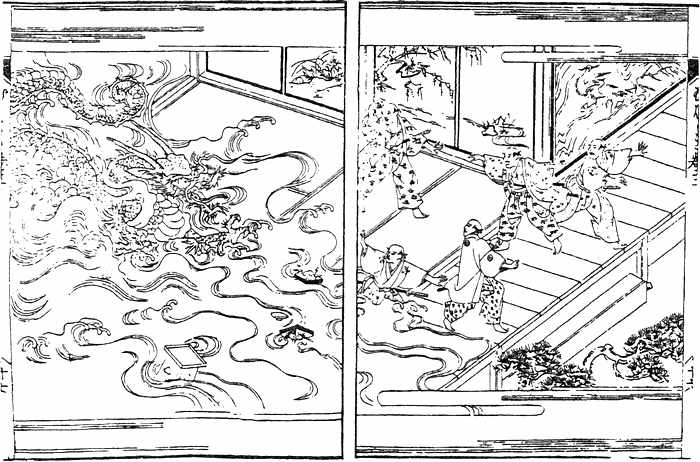
Huyễn thuật của cư sĩ Kashin, tranh Hayashi Gitan

Mô tả về một số yêu thuật của cư sĩ Kashin như dưới đây
- Ném lá trúc xuống ao Sarusawa, lập tức lá trúc hóa thành con cá bơi đi.[1]
- Có kẻ không tin vào thuật kể trên, bị Kashin dùng tăm chạm vào răng thì chiếc răng trở nên lung lay như sắp rụng.
- Kashin vốn là chỗ thâm giao với danh tướng Matsunaga Hisahide (Matsunaga Danjō), Hisahide tự phụ mình là kẻ vào sinh ra tử biết bao trận chiến, thách rằng liệu Kashin có làm mình run sợ được không. Nghe xong Kashin dùng huyễn thuật cho Hisahide thấy lại hình ảnh người vợ đã chết mấy năm trước khiến Hisahide run sợ thật sự.
- Khi được Toyotomi Hideyoshi cho mời thì cư sĩ Kashin lại tiết lộ những hành vi trong quá khứ mà Hideyoshi chưa từng nói cho ai biết nên bị ghét. Hideyoshi cho bắt Kashin, đem xử đóng đinh nhưng lúc này Kashin đã hóa thành con chuột, rồi một con ưng xuất hiện gắp bay đi đâu mất.

Những giai thoại về cư sĩ Kashin gần như không thể xem là sự thực được, nhưng một số chuyện thì có thể giải thích được từ nguyên lý ảo thuật nên cũng có ý kiến cho rằng cư sĩ Kashin là một nhà ảo thuật.

## Các tác phẩm có mặt
Cư sĩ Kashin xuất hiện như một nhân vật kỳ quái cùng với các tiên nhân, Ninja sống trong thời loạn Chiến quốc trong nhiều tác phẩm văn học, phim ảnh, game...

### Thư tịch
- "Kyōfu tō" (đèn sợ hãi) của Asamatsu Ken, 2002.
- "Akechi Mitsuhide no missho" (mật thư của Akechi Mitsuhide) của Izawa Motohiko.
- "Hateshi naki nagare no hate ni" (nơi tận cùng của dòng chảy bất tận) của Komatsu Sakyō, 1965.
- "Kashin koji no yōjutsu" (yêu thuật của cư sĩ Kashin) của Shiba Ryō Tarō, 1961.
- Bộ 3 tác phẩm "Fūtō", "Hattori Hanzō", "Matsunaga Danjō" của Tobe Shinjūrō.
- "Iga Nimpō-chō" và "Nimpō kenshi den" của Yamada Fūtarō.
- "Kaze no shichi nin" của Yamada Masaki.
- "Shinshū temma kyō" (Thần châu thiên mã hiệp) của Yoshikawa Eiji.
- "Oda Nobuna no yabō" (dã tâm của Oda Nobuna) của Kasuga Mikage.

### Phim truyền hình
- "Kaiketsu Raion maru" (Fuji Terebi)
- "Sukeban keiji III Shōjo Nimpō-chō denki" (Fuji Terebi, Tōei)

### Manga
- "BEHIND MASTER" của Sakamoto Akira.
- "Sengoku doku manju Hambei" của Emo Tatsuki.
- "Sengoku yōko" của Mizugami Satoshi.

### Game
- Series Nobunaga no yabō (Kōei)
- Taikō risshi den (Kōei)
- Series Sengoku Musō (Kōei)
- Sengoku Saibâ Fujimaru jigoku hen (SCE/Pandora Box)
- Sengoku Ransu (Alice Soft)
- Sengoku hime 4~sōha hyakkei hana mamoru chikai~ (System Soft)